# Guanjing Shan
Guanjing Shan (chinesisch 觀景山 ‚Aussichtsberg‘) ist ein 27 m hoher Hügel an der Ingrid-Christensen-Küste des ostantarktischen Prinzessin-Elisabeth-Lands. Er ragt auf dem Gelände der Zhongshan-Station im Norden der Halbinsel Xiehe Bandao in den Larsemann Hills auf.
Chinesische Wissenschaftler benannten ihn 1989 im Zuge von Vermessungsarbeiten. Der Hügel dient den Stationsmitarbeitern als Aussichtspunkt auf die Dålkøy Bay.